# FCすすき野レディース
FCすすき野レディース（エフシーすすきのレディース、FC SUSUKINO LADIES、1979-）は、神奈川県横浜市青葉区で活動する小学生女子のサッカークラブチーム。
OGには、清水梨紗（なでしこジャパン、ウェストハム・ユナイテッドFC所属、元日テレ・東京ベレーザ）や小林海青（セリエAのSSDナポリ所属、元ノジマステラ神奈川相模原）などがいる。
ホームグラウンドは、荏子田グラウンド。

## 沿革
1979年、旧横浜市立すすき野小学校の学校体育活動として、同小学校教諭が少女サッカーチームを設立。現FCすすき野レディースに至る。